# دفاع غروينفلد
دفاع جرونفيلد هو افتتاحية شطرنج تتميز بالحركات التالية:
1.d4 Nf6
2.c4 g6
3.Nc3 d5
يقدم الأسود للأبيض إمكانية 4.cxd5، والتي قد تتبعها 4...Nxd5 و5.e4، مما يمنح الأبيض ثنائيًا مهيبًا من البيادق المركزية . إذا لم يأخذ الأبيض بيدق d5، فقد يلعب الأسود في النهاية ...dxc4، عندما تؤدي استجابة الأبيض بـ e4 مرة أخرى إلى نفس هيكل البيادق . في نظرية الافتتاح الكلاسيكية، كان يُعتقد أن مركز البيادق المهيب هذا يمنح الأبيض ميزة كبيرة، لكن المدرسة الحديثة للغاية ، التي كانت في المقدمة في عشرينيات القرن العشرين، اعتبرت أن مركز البيادق الكبير يمكن أن يكون عبئًا وليس ميزة. وبالتالي فإن جرونفيلد هو افتتاحية حديثة للغاية رئيسية، تُظهر بشكل صارخ كيف يمكن لمركز البيادق الكبير أن يكون إما كبشًا قويًا أو هدفًا للهجوم.